# Siren Sundby
Siren Sundby (Lørenskog, 2 de diciembre de 1982) es una deportista noruega que compitió en vela en la clase Europe. Su hermano Christoffer también compitió en vela.
Participó en tres Juegos Olímpicos de Verano, entre los años 2000 y 2008, obteniendo una medalla de oro en Atenas 2004, en la clase Europe.
Ganó tres medallas en el Campeonato Mundial de Europe entre los años 2002 y 2004, y una medalla de oro en el Campeonato Europeo de Europe de 2003.
En 2003 fue nombrada Regatista Mundial del Año por la Federación Internacional de Vela.

## Palmarés internacional
| \| Juegos Olímpicos \| Juegos Olímpicos \| Juegos Olímpicos \| Juegos Olímpicos \| \| Año \| Lugar \| Medalla \| Clase \| \| ------------------ \| -------------------------- \| ---------------- \| ---------------- \| \| 2004 \| Atenas (Grecia) \| Medalla de oro \| Europe \| \| Campeonato Mundial \| \| \| \| \| Año \| Lugar \| Medalla \| Clase \| \| 2002 \| Hamilton (Canadá) \| Medalla de plata \| Europe \| \| 2003 \| Cádiz (España) \| Medalla de oro \| Europe \| \| 2004 \| Cagliari (Italia) \| Medalla de oro \| Europe \| \| Campeonato Europeo \| \| \| \| \| Año \| Lugar \| Medalla \| Clase \| \| 2003 \| Palma de Mallorca (España) \| Medalla de oro \| Europe \| |                            |                  |        |
| Juegos Olímpicos |                            |                  |        |
| Año | Lugar                      | Medalla          | Clase  |
| 2004 | Atenas (Grecia)            | Medalla de oro   | Europe |
| Campeonato Mundial |                            |                  |        |
| Año | Lugar                      | Medalla          | Clase  |
| 2002 | Hamilton (Canadá)          | Medalla de plata | Europe |
| 2003 | Cádiz (España)             | Medalla de oro   | Europe |
| 2004 | Cagliari (Italia)          | Medalla de oro   | Europe |
| Campeonato Europeo |                            |                  |        |
| Año | Lugar                      | Medalla          | Clase  |
| 2003 | Palma de Mallorca (España) | Medalla de oro   | Europe |